# Zonetoernooi Amsterdam 1978
Het Zonetoernooi Amsterdam (officieel: Telegraaf Zonetoernooi) was een internationaal schaaktoernooi dat plaatsvond van 25 november tot en met 17 december 1978. Jan Timman en Tony Miles wisten het toernooi te winnen en plaatsten zich daarmee voor interzonale toernooien in Rio de Janeiro en Riga.
Het toernooi werd gesponsord door De Telegraaf. De locatie van het toernooi was het Crest Hotel aan de De Boelelaan.

## Achtergrond
Tot 1990 moesten schakers die een gooi wilden doen naar het wereldkampioenschap schaken, een kwalificatiereeks afleggen. De kwalificatie begon bij de zonetoernooien (ook wel: zonale toernooien). De winnaars van die toernooien kwalificeerde zich voor interzonale toernooien, van waaruit een plek in het kandidatentoernooi te winnen was. De winnaar van het kandidatentoernooi mocht vervolgens de regerend wereldkampioen uitdagen. Het zonetoernooi te Amsterdam was een van de kwalificatietoernooien als toevoer tot het Wereldkampioenschap schaken 1981.
Aanvankelijk zag het er naar uit dat er vanwege gebrek aan sponsoring geen zonetoernooi georganiseerd zou worden in West-Europa. Daardoor zouden schakers uit die regio, waaronder kanshebbers Jan Timman en Tony Miles bij voorbaat buitenspel staan. Uiteindelijk is door bemiddeling van Max Euwe een overeenkomst tot stand gekomen met De Telegraaf. Dat had nog enige voeten in de aarde, aangezien de Nederlandse schakers (Timman, Sosonko, Ligterink en Ree) die op dat moment aanwezig waren op de 23e Schaakolympiade in Buenos Aires, bezwaren hadden tegen De Telegraaf als sponsor. Bovendien waren zij niet in deze beslissing gekend. Er ontstond ook nog onenigheid over de financiële vergoeding voor de Nederlandse schakers. Zij eisten 3000 gulden startgeld voor de grootmeesters en 2000 gulden voor de meesters. Uiteindelijk werd een tweede sponsor gevonden, Interpolis, die het benodigde bedrag op tafel legde.
Uiteindelijk deden Timman, Sosonko en Ligterink toch mee, zij het met tegenzin. Hans Ree moest vanwege een beenoperatie verstek laten gaan. Zijn vervanger was Kick Langeweg.

## Uitslag en kruistabel[6]
| #  | Naam                         | Land | Score | Elo  | 1 | 2 | 3 | 4 | 5 | 6 | 7 | 8 | 9 | 10 | 11 | 12 | 13 | 14 | 15 |
| -- | ---------------------------- | ---- | ----- | ---- | - | - | - | - | - | - | - | - | - | -- | -- | -- | -- | -- | -- |
| 1  | GM Jan Timman                | NED  | 11½   | 2585 | – | ½ | 1 | ½ | 1 | ½ | 1 | 1 | 0 | 1  | 1  | 1  | 1  | 1  | 1  |
| 2  | GM Tony Miles                | ENG  | 11½   | 2565 | ½ | – | ½ | ½ | ½ | ½ | 1 | 1 | 1 | 1  | 1  | 1  | 1  | 1  | 1  |
| 3  | GM Michael Stean             | ENG  | 11    | 2510 | 0 | ½ | – | ½ | ½ | 1 | 1 | 1 | 1 | 1  | 1  | ½  | 1  | 1  | 1  |
| 4  | GM Genna Sosonko             | NED  | 10½   | 2575 | ½ | ½ | ½ | – | ½ | 1 | 1 | 1 | ½ | 0  | 1  | 1  | 1  | 1  | 1  |
| 5  | Jon Speelman                 | ENG  | 9     | 2410 | 0 | ½ | ½ | ½ | – | ½ | 0 | 1 | 1 | ½  | 1  | 1  | ½  | 1  | 1  |
| 6  | IM Kick Langeweg             | NED  | 7½    | 2450 | ½ | ½ | 0 | 0 | ½ | – | ½ | ½ | 1 | 1  | 0  | ½  | ½  | 1  | 1  |
| 7  | Francisco Javier Sanz Alonso | ESP  | 7     | 2330 | 0 | 0 | 0 | 0 | 1 | ½ | – | 0 | 1 | ½  | 1  | 1  | 1  | ½  | ½  |
| 8  | IM Gert Ligterink            | NED  | 6½    | 2440 | 0 | 0 | 0 | 0 | 0 | ½ | 1 | – | ½ | 1  | 1  | ½  | ½  | ½  | 1  |
| 9  | IM Juan Manuel Bellón López  | ESP  | 6½    | 2350 | 1 | 0 | 0 | ½ | 0 | 0 | 0 | ½ | – | 1  | 0  | 1  | 1  | 1  | ½  |
| 10 | Manuel Rivas Pastor          | ESP  | 5     |      | 0 | 0 | 0 | 1 | ½ | 0 | ½ | 0 | 0 | –  | ½  | 0  | 1  | ½  | 1  |
| 11 | Louis Roos                   | FRA  | 4½    |      | 0 | 0 | 0 | 0 | 0 | 1 | 0 | 0 | 1 | ½  | –  | 1  | 0  | 0  | 1  |
| 12 | Richard Meulders             | BEL  | 4½    |      | 0 | 0 | ½ | 0 | 0 | ½ | 0 | ½ | 0 | 1  | 0  | –  | ½  | ½  | 1  |
| 13 | Graham Morrison              | SCO  | 4½    |      | 0 | 0 | 0 | 0 | ½ | ½ | 0 | ½ | 0 | 0  | 1  | ½  | –  | 1  | ½  |
| 14 | Eamon Keogh                  | IRL  | 4     |      | 0 | 0 | 0 | 0 | 0 | 0 | ½ | ½ | 0 | ½  | 1  | ½  | 0  | –  | 1  |
| 15 | Joseph Feller                | LUX  | 1½    | 2225 | 0 | 0 | 0 | 0 | 0 | 0 | ½ | 0 | ½ | 0  | 0  | 0  | ½  | 0  | –  |

## Fotogalerij

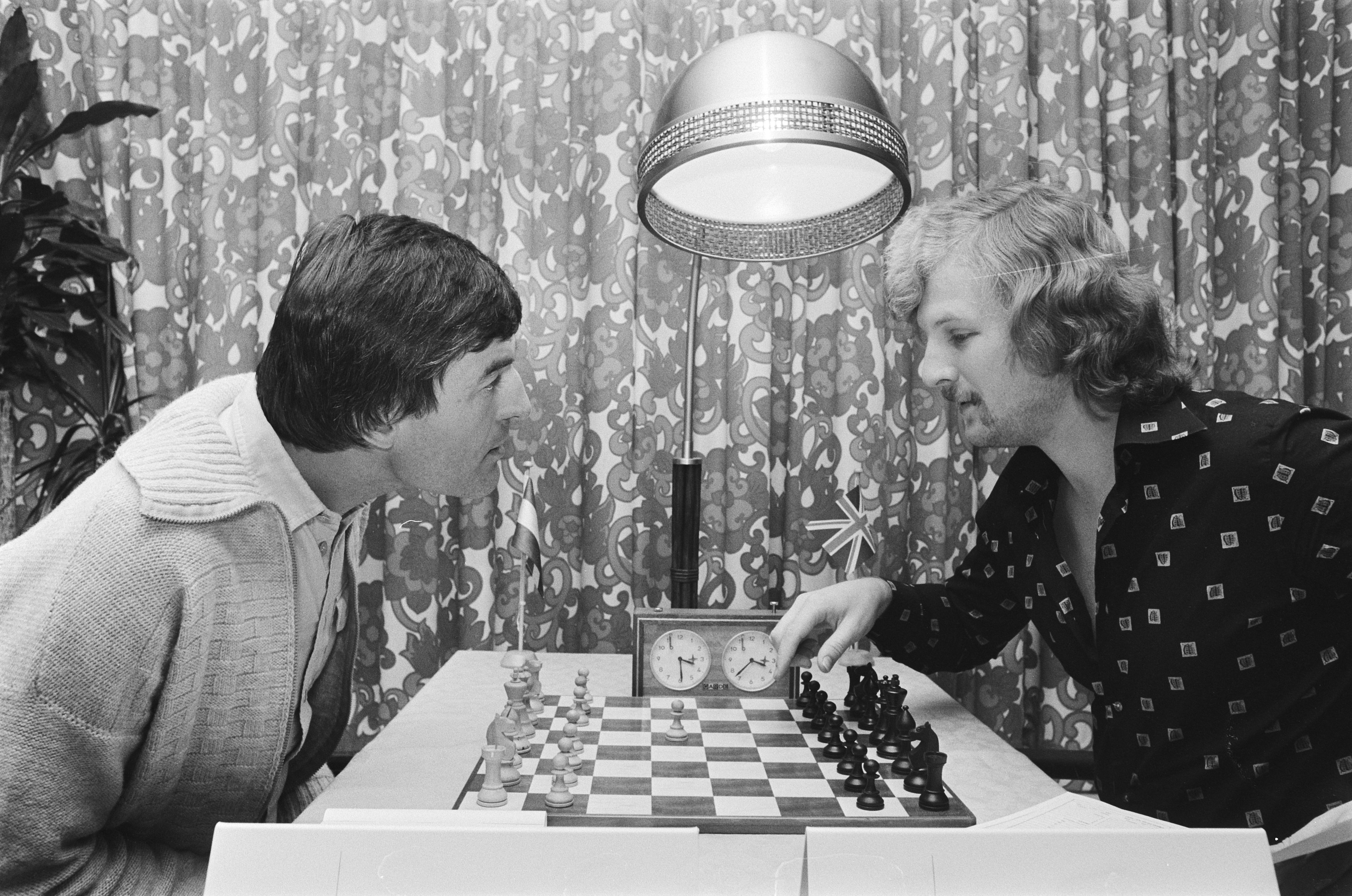
Kick Langeweg tegen Tony Miles
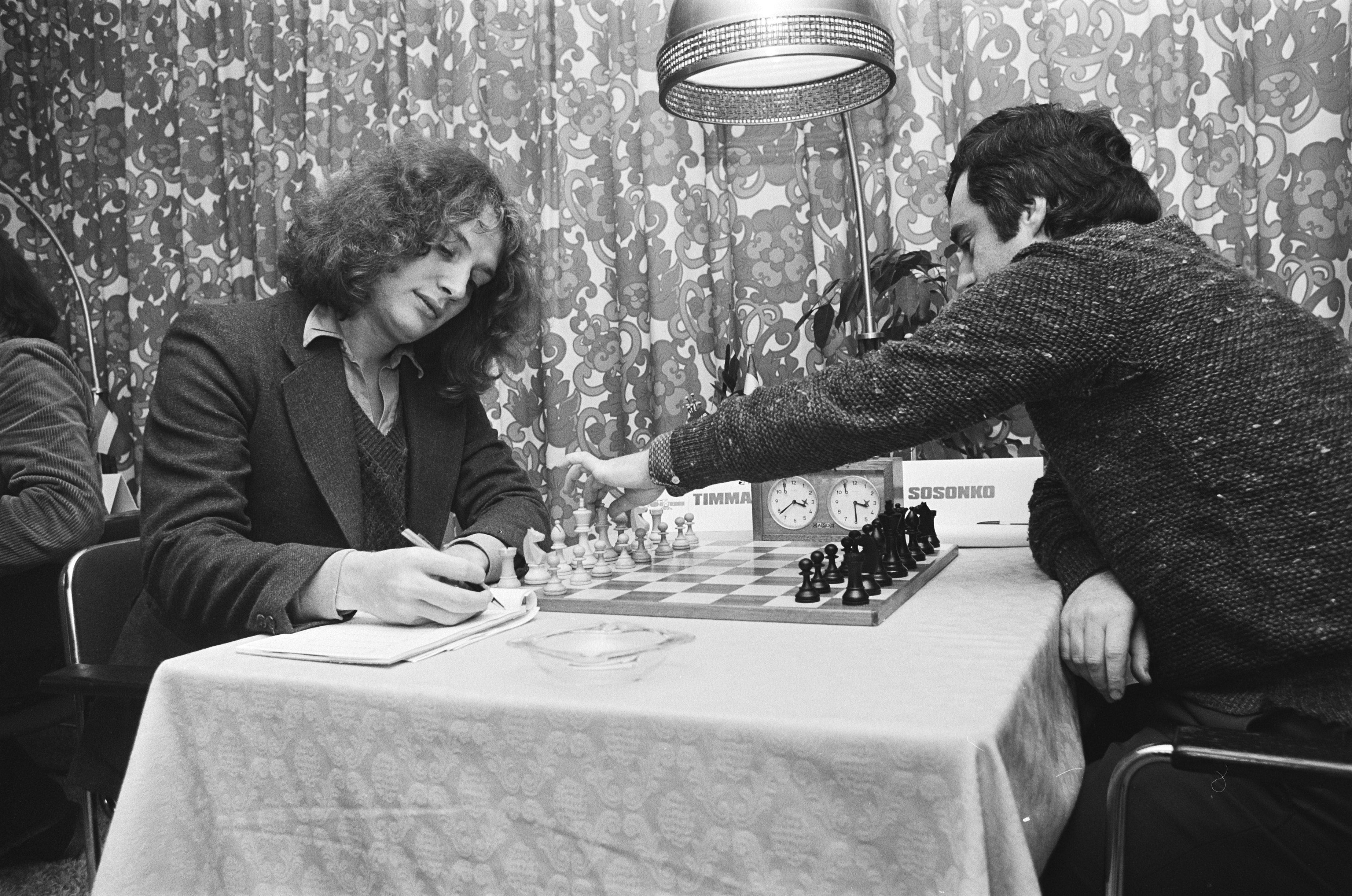
Jan Timman tegen Genna Sosonko
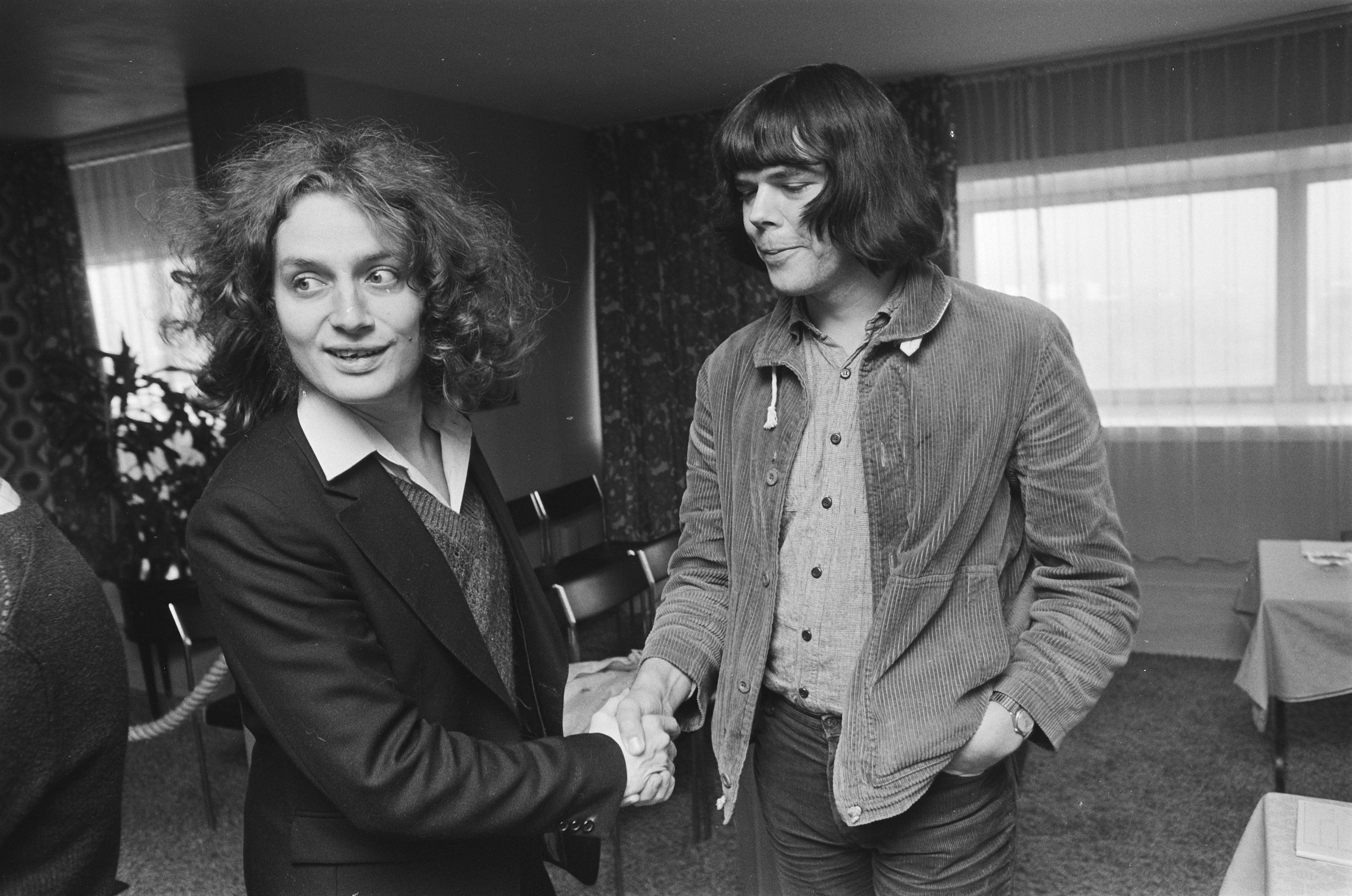
Jan Timman begroet Gert Ligterink
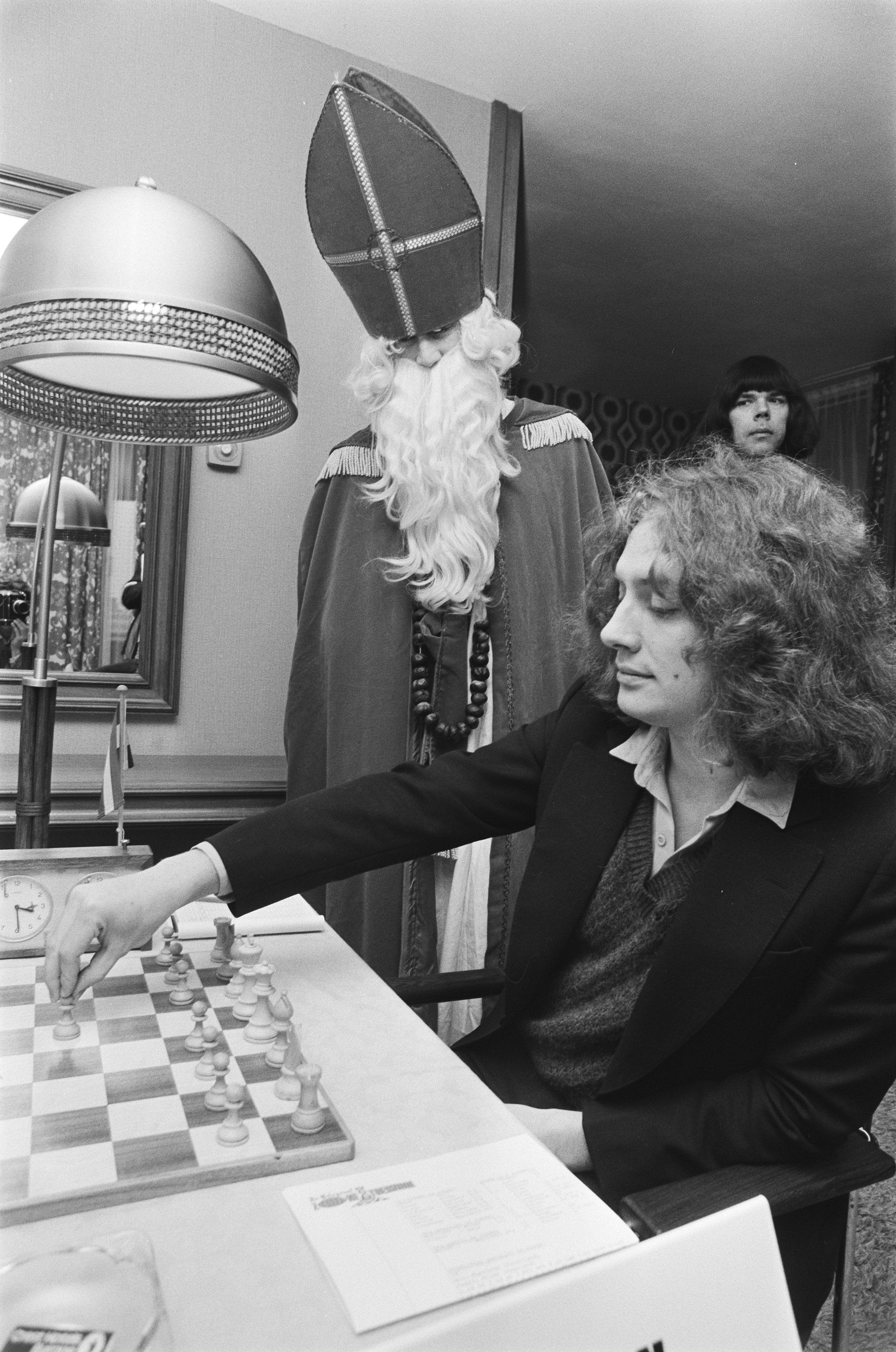
Bezoek van Sinterklaas tijdens het toernooi